# کنسال گرین
longitudeکنسال گرینlatitudeکنسال گرین
کنسال گرین (به انگلیسی: Kensal Green) یک ناحیه در لندن است که در منطقه برنت لندن واقع شده‌است.

## خصوصیات
کنسال گرین ۱۴٬۹۱۵ نفر جمعیت دارد.